# Arena Rostov
Rostov Arena é um estádio russo de futebol, que foi sede da Copa do Mundo FIFA de 2018 onde recebeu cinco partidas. Também recebe o FC Rostov da Premier League Russa, em substituição de Olimp - 2. Ele tem uma capacidade de 45 mil espectadores.

## História
Em junho de 2013, durante o início da construção do estádio, foram encontradas cinco granadas da Segunda Guerra Mundial, quase perfeitamente preservadas.
Em agosto de 2013, o trabalho começou na base arenosa do aluvim para o estádio. O trabalho na fundação foi concluído em maio de 2014. A construção começou na subestrutura do estádio em outubro de 2015. Em dezembro, o canteiro de obras começou a trazer equipamentos pesados e materiais de construção. Em janeiro de 2015, as equipes começaram a dirigir as pilhas.
Em março de 2015, o projeto do estádio foi revisado, reduzindo o custo de construção para 3 bilhões de rublos. No verão de 2015, a pilotagem foi concluída e a construção da superestrutura começou.
Em dezembro de 2015, iniciaram-se os trabalhos sobre a instalação da estrutura metálica do telhado. Em julho de 2016, começou a trabalhar na tigela do estádio concreto. Além disso, os construtores começaram a construir a fachada e começaram a paisagear o território adjacente ao estádio. Em novembro de 2016, o trabalho de concreto armado da tigela principal do estádio foi totalmente concluído e a instalação das estruturas do telhado de carga começou.

## Design
Em 2011, o projeto final para o novo estádio foi apresentado por Populous. A forma irregular do telhado e dos stands são características distintivas. Parte do assento é ser temporário, para a Copa do Mundo de 2018. Depois a capacidade do estádio pode diminuir para 42,000. Como o principal arquiteto da região de Rostov confirmou, este estádio deve ser o início de um novo centro da cidade. Será o primeiro grande projeto construído na margem sul do rio Don, com o resto da cidade a norte. Com destinos de compras e restaurantes, o estádio servirá de ponto focal para investimentos e novos desenvolvimentos.

## Copa do Mundo FIFA de 2018
| Data        | Hora  | 1ª equipe     | Placar | 2ª equipe      | Fase             | Público |
| ----------- | ----- | ------------- | ------ | -------------- | ---------------- | ------- |
| 17 de Junho | 21:00 | Brasil        | 1 – 1  | Suíça          | Grupo E          | 43,109  |
| 20 de Junho | 18:00 | Uruguai       | 1 – 0  | Arábia Saudita | Grupo A          | 42,678  |
| 23 de Junho | 18:00 | Coreia do Sul | 1 – 2  | México         | Grupo F          | 43,472  |
| 26 de Junho | 21:00 | Islândia      | 1 – 2  | Croácia        | Grupo D          | 43,472  |
| 2 de Julho  | 21:00 | Bélgica       | 3 – 2  | Japão          | Oitavas-de-final | 41,466  |